# Diethard Hellmann

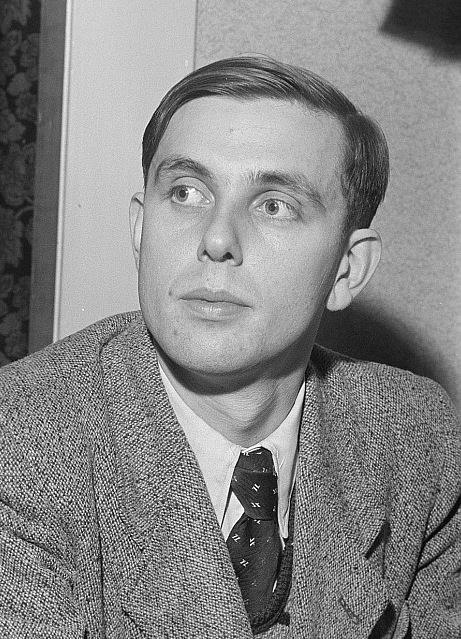
Diethard Hellmann, 1953

Diethard Hellmann (* 26. Dezember 1928 in Grimma; † 14. Oktober 1999 in Deisenhofen, Landkreis München) war ein deutscher Kirchenmusiker und Hochschullehrer. Nach dem Studium in Leipzig war er dort ab 1948 Kantor an der Friedenskirche und Dozent an der Musikhochschule Leipzig. 1955 wurde er Kantor an der Christuskirche in Mainz und Dozent zunächst am Peter-Cornelius-Konservatorium, dann bis 1963 an der Universität Mainz. Überregional bekannt wurde er vor allem, als er mit dem Bachchor Mainz zahlreiche Bachkantaten aufnahm, die regelmäßig im Rundfunk gesendet wurden. 1975 übernahm er eine Professur für Kirchenmusik an der Musikhochschule München, die er von 1981 bis 1988 als Rektor leitete. Wie Karl Richter war Hellmann ein Vertreter der neoromantischen Bach-Interpretation.

## Werdegang

### Grimma
Diethard Hellmann wurde als Sohn eines Lehrer- und Kantoren-Ehepaares geboren. Sein Vater, Kirchenmusikdirektor Willi Hellmann, wirkte fast 40 Jahre als Kantor der Frauenkirche in Grimma. Von ihm erhielt Hellmann fundierten Musikunterricht.
Im Dezember 1943 lernte Hellmann Günther Ramin kennen, als der Thomanerchor kriegsbedingt Leipzig verlassen musste und für 18 Monate sein Zuhause in der Landesschule Grimma fand. Nach Kriegsende 1945 begann Hellmann im Alter von 16 Jahren als Musiklehrer, zunächst Schulhelfer genannt, an der Landesschule Grimma.
Hellmann gründete den Madrigalchor St. Augustin, der 1946 nachweisbar ein Dutzend größere Auftritte in Grimma und Umgebung hatte. In der Ausgabe Borna der Leipziger Volkszeitung vom 9. November 1946 war zu lesen, dass man sich den Namen des Chorleiters „wohl für die Zukunft merken möchte“. Der Mitteldeutsche Rundfunk zeichnete im Dezember 1946 das Weihnachtskonzert des Madrigalchors auf und sendete es am 25. und 28. Dezember 1946. Höhepunkt und Abschluss von Hellmanns Engagement an der Landesschule Grimma war Mozarts Singspiel Bastien und Bastienne im Mai 1948. Dann verließ er Grimma in Richtung Leipzig.

### Leipzig
1944 wurde Hellmann, nachdem er Günther Ramin in Grimma kennengelernt hatte, im Alter von 15 Jahren an der Musikhochschule Leipzig aufgenommen und lernte an der Thomasschule zu Leipzig. Er studierte als Schüler von Günther Ramin bis zum Examen 1948 Kirchenmusik, sang im Thomanerchor und begleitete als Organist dessen frühe Einspielungen von Bachkantaten.
Von 1948 bis 1955 war er Kantor an der Friedenskirche in Leipzig und zugleich Dozent an Leipziger Musikhochschule, wo er Orgelspiel lehrte. 1950 errang er für sein Orgelspiel einen dritten Preis beim Internationalen Johann-Sebastian-Bach-Wettbewerb. Ab 1952 gab er an der Musikhochschule zusätzlich Unterricht im Chor-Dirigieren und leitete den Hochschulchor. 1954 bekam er die stellvertretende Leitung der kirchenmusikalischen Abteilung der Musikhochschule.

### Mainz

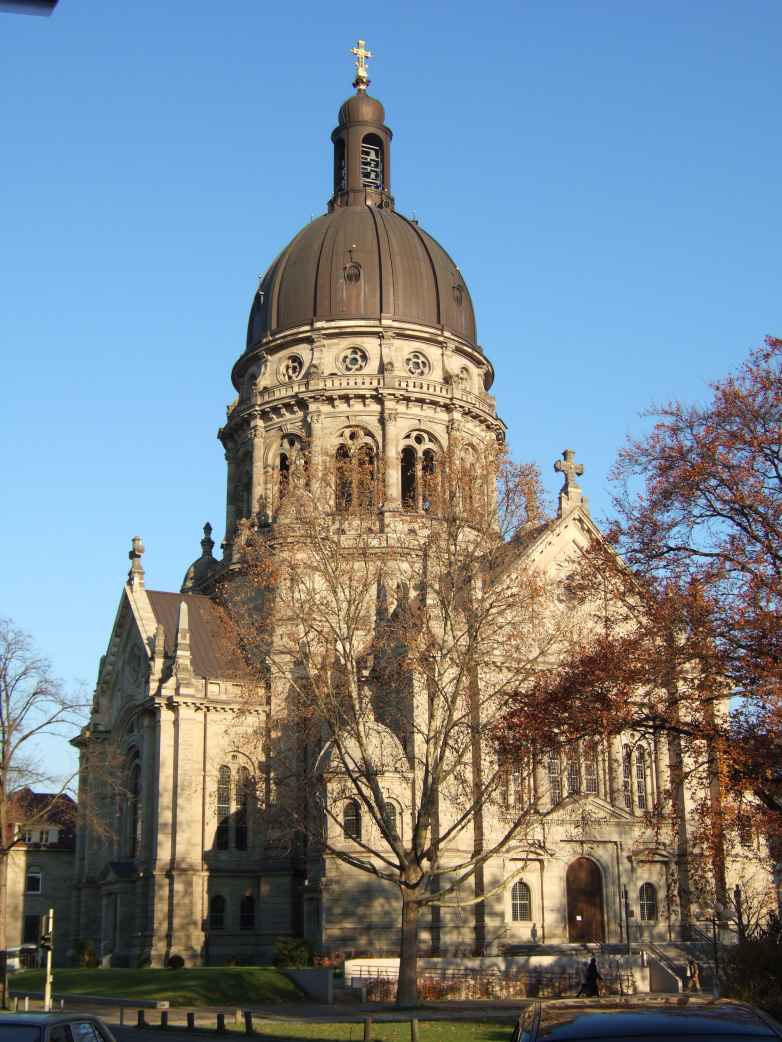
Christuskirche in Mainz mit dem Bachsaal über dem Haupteingang

Im Jahr 1955 übernahm Hellmann das Kantorenamt an der Christuskirche in Mainz, wo er die Kantorei, den späteren Bachchor Mainz, auf ein beachtliches Niveau führte. Im November 1955 gestaltete er bereits einen ersten Bachkantatenabend, 1957 gründete er an der Christuskirche die Kurrende. 1958 errang er einen Preis beim Südwestfunk für seine Komposition Musik auf Christi Himmelfahrt. 1961 lehnte er die Berufung zum Leipziger Thomaskantor als Nachfolger von Kurt Thomas ab. Im Juni 1962 richtete er das Bachfest der Neuen Bachgesellschaft in Leipzig aus.
Von 1955 bis 1959 war Hellmann Dozent für evangelische Kirchenmusik am Peter-Cornelius-Konservatorium der Stadt Mainz, anschließend bis 1963 Lehrbeauftragter für evangelische Kirchenmusik an der Johannes-Gutenberg-Universität Mainz. Danach war er lebenslang Honorarprofessor für Kirchenmusik an der Universität Mainz.
1965, nach zehn Jahren Bestehen, wurde die Kantorei in „Bachchor Mainz“ umbenannt und Hellmann gründete das „Bachorchester“, in dem seine Gattin Ruth Konzertmeisterin war. In seinen letzten aktiven Jahren wirkten auch zwei seiner Kinder mit, die Altistin Andrea Hellmann und der Cellist Christoph Hellmann. Im Dezember 1967 wurde die Vereinigung der Freunde und Förderer des Bachchors e. V., der spätere Bachchorverein, gegründet, deren Vorsitzender der Theologe Gert Otto wurde.
Seit 1963 entstanden zahlreiche Kantaten-Einspielungen mit dem Südwestfunk (SWF). Hellmann nahm in Mainz mehr als zwei Drittel der geistlichen Kantaten Bachs auf, die der SWF jede Woche zu einem regelmäßigen Termin sendete. Das Werk Johann Sebastian Bachs stand im Mittelpunkt von Hellmanns musikalischer Interpretation. Er interpretierte aber auch andere geistliche Werke, so z. B. das äußerst selten zu hörende Requiem von Jean Gilles (SWF-Produktion), die „Harmoniemesse“ von Joseph Haydn (mit Rundfunkaufnahme und Schallplatte), das Oratorio de Noël von Camille Saint-Saëns (Schallplatte, deutsche – möglicherweise weltweit – erste Aufnahme), Beethovens Missa solemnis, alle vier Choralkantaten Max Regers (2 LPs) und auch neuere Kompositionen wie das Oratorium Golgotha von Frank Martin und eine Kantate von Reinhard Schwarz-Schilling.
Hellmann konnte viele prominente Gesangssolisten verpflichten: z. B. Theo Altmeyer, Aldo Baldin, Ria Bollen, Ursula Buckel, Eva Csapó, Kurt Equiluz, Agnes Giebel, Julia Hamari, Ernst Haefliger, Philippe Huttenlocher, Georg Jelden, Helena Jungwirth, Siegfried Lorenz, Adalbert Kraus, Horst R. Laubenthal, Karl Markus, Barbara Martig-Tüller, Friedreich Melzer, Klaus Mertens, Siegmund Nimsgern, Hans-Joachim Rotzsch, Ernst Gerold Schramm, Peter Schreier, Verena Schweizer, Jakob Stämpfli, Ortrun Wenkel, Kurt Widmer, Edith Wiens.
Zahlreiche Konzerttourneen führten den Bachchor Mainz unter anderem nach Frankreich, Polen und Israel. Aus der Israel-Besetzung ging 1972 der sogenannte A-cappella-Chor hervor, vor allem für unbegleitete Chormusik zur Verfügung stehen sollte.
Hellmann veröffentlichte in seiner Zeit in Mainz auch Notenausgaben. Außerdem versuchte er drei Werke von Bach zu rekonstruieren, nämlich 1964 die Markus-Passion (BWV 247) und die Kantate Ärgre dich, o Seele, nicht (BWV 186a) sowie 1972 die Kantate Singet dem Herrn ein neues Lied (BWV 190a). 1973 gab er eine Gedenkschrift zum 75. Geburtstag seines Lehrers Günther Ramin heraus.
Seine Stelle als Kantor und Organist an der Christuskirche Mainz hatte Hellmann bis Oktober 1973 inne. Hans-Joachim Bartsch wurde sein Nachfolger als Organist. Als Hellmann 1975 nach München wechselte, leitete er weiterhin den Bachchor Mainz. Im Oktober 1980 richtete er das Bachfest in Mainz aus. Mit dem Bachchor Mainz und dem Bach-Kollegium führte er am 21. Dezember 1980 die Kantaten 1–3 des Weihnachtsoratoriums im Herkulessaal in München auf und erntete mehr als zehn Minuten Applaus. Erst 1985 gab er die Leitung des Bachchors Mainz ab, im nächsten Jahr wurde Ralf Otto sein Nachfolger.

### München
1974 erhielt Hellmann einen Ruf an die Musikhochschule München, ab 1975 war er dort Professor für evangelische Kirchenmusik. Regelmäßig gestaltete er die Universitätsgottesdienste vor allem durch Bachkantaten mit, aber auch die beiden Ökumenischen Vespern am Abend vor Pfingsten und vor dem ersten Advent. Von 1981 bis 1988 war er Rektor der Musikhochschule. 1998 erschien eine von Martin Petzoldt herausgegebene Festschrift zu seinem 70. Geburtstag.
Diethard Hellmann starb am 14. Oktober 1999 im Alter von 70 Jahren. Am Totensonntag 1999 wurde in der Christuskirche in Mainz ein Gedenkgottesdienst gehalten, Gert Otto hielt die Predigt. Der Bachchor Mainz sang unter Hellmanns Nachfolger die Kantate BWV 19 Es erhub sich ein Streit, die Hellmann vor allem wegen der Tenorarie „Bleibt, ihr Engel, bleibt bei mir!“ geliebt hatte.

## Bach-Interpretation
Wie sein Jugendfreund Karl Richter führte Hellmann die neoromantische Bach-Interpretation auf einen Höhepunkt. Dabei arbeitete er mit einem großen instrumentalen und chorischen Klangapparat. Ferner bedeutete dieser Interpretationsstil die Besetzung der Sopran- und Alt-Solopartien niemals mit Knabenstimmen oder Countertenören, sondern mit Frauenstimmen. Gelegentlich ließ Hellmann eine Frauenpartie durch die Chorstimmen singen (z. B. BWV 137, Nr. 2 in der Stereofassung von 1971). Außer der Bachtrompete (z. B. BWV 128), dem Bachhorn (z. B. BWV 83) oder dem Zink (BWV 68) wurden fast keine sogenannten historischen Instrumente eingesetzt. Bei Bachs Leipziger Kantatenaufführungen hatten pro Stimme nur ein „Concertist“, der die solistischen Partien sang, und zwei „Ripienisten“ gesungen. An dem historischen Vorbild der kleinen Besetzung orientieren sich heute Vertreter der historischen Aufführungspraxis. Hellmann dagegen setzte nicht selten über hundert Sängerinnen und Sänger ein.
Hellmann hat in einem 1988 erschienenen Aufsatz seinen Interpretationsstil gegenüber der historischen Aufführungspraxis abgegrenzt und zu rechtfertigen versucht. Er schrieb, historisierendes Musizieren gehe letztlich von falschen Voraussetzungen aus, da ein moderner Mensch nicht „in das Lebensgefühl der Menschen anderer Epochen […] einsteigen“ könne.:192 Historische Instrumente seien meist auch nur Kopien und nur selten Originale. Wenn um jeden Preis versucht werde, „die Wiedergabe in einer Weise zu gestalten, wie sie möglicherweise vor ein paar Jahrhunderten erfolgt sein könnte“, sei das „Historismus und museale Mumienanbetung“. Die heutigen Hörer könnten auch nicht einfach aus den Hörerfahrungen der Romantik aussteigen.:194 Hellmann zitierte hierzu den Musikwissenschaftler Carl Dahlhaus, der im Blick auf die historische Aufführungspraxis skeptisch gefragt hatte, ob die Absicht, „die Bachinterpretation der Romantik gewissermaßen zu widerrufen und rückgängig zu machen“, gelingen könne und ob man überhaupt wünschen solle, dass der Versuch gelingt, „ein Stück Vergangenheit auszulöschen“.:196
Hellmann kritisierte im Einzelnen, dass in historisierenden Aufnahmen die Tempi oft zu schnell und die Tempo-Unterschiede zu groß seien. Alle Sätze einer Gesamtkomposition stünden „in einer unbedingten Proportion zueinander“, die „empfindlich gestört oder gar zerstört“ werden könne, wenn Stücke zu schnell oder zu langsam gespielt werden. Und wenn der Eingangschor der Bachschen Matthäus-Passion im französischen Gigue-Rhythmus gespielt werde, sei dies „sinnwidrig“.:193 Ferner kritisierte Hellmann die Staccato-Interpretation in der Orgelmusik, unter anderem aufgrund eines historischen Zeugnisses aus dem 18. Jahrhundert, laut dem die „vortrefliche gebundene Manier“ gelobt wurde, „mit welcher Sebastian Bach die Orgel behandelt“ habe.:195 Zur Wiedergabe der Bachschen Choralsätze bemerkte Hellmann, dass sich die Phrasierung aus dem Text ergebe; „teilweise Zäsur, teilweise Weiter- und Hinübergehen“ sei eine angemessene Lösung, die auch „von Bachs eigener Praxis her durchaus zu rechtfertigen“ sei.

## Schüler
Zu Hellmanns Schülern zählen:
- Gabriel Dessauer, Kantor und Organist
- Pierre Even, Komponist
- Albrecht Haupt, Kirchenmusiker
- Volkher Häusler, Dirigent und Chorleiter
- Christian Kabitz, Dirigent und Chorleiter
- Rita Kapfhammer, Sängerin
- Ulrich Knörr, seit 2017 bayerischer Landeskirchenmusikdirektor
- Michael Lochner, 1991–2017 bayerischer Landeskirchenmusikdirektor
- Martha Schuster, Organistin

## Ehrungen
- 1976: Peter-Cornelius-Plakette des Landes Rheinland-Pfalz
- 1980: Verdienstkreuz am Bande der Bundesrepublik Deutschland[8]
- 1982: Verdienstorden des Landes Rheinland-Pfalz[8]
- 1987: Verdienstkreuz 1. Klasse der Bundesrepublik Deutschland
- Bayerischer Verdienstorden[8]
- Gutenberg-Plakette der Stadt Mainz[9]

## Werke (Auswahl)
Quellen:

### Eigene Kompositionen
In der Deutschen Nationalbibliographie sind insgesamt 13 Kompositionen von Hellmann verzeichnet; die Festschrift listet neun Werke auf. Eine Auswahl:
- Von edler Minne: 5 Madrigale nach alten Texten. Leipzig: Edition Peters 1953.
- Singet dem Herrn ein neues Lied! (Ps. 98). Introitus für den Sonntag Kantate. Für dreistimmigen gemischten Chor, Gemeinde-Gesang und Orgel ad lib. Stuttgart: Hänssler 1960.
- Concerto D-Dur für drei Trompeten, Pauken, zwei Oboen, Fagott, zwei Violinen, Viola und Basso Continuo (Violoncello, Kontrabass und Cembalo). Partitur und Stimmen. Stuttgart: Carus-Verlag 1994.

### Editionen
- Lieder der Weihnacht: 100 bekannte Weihnachtslieder zum Singen und zum Spielen. Mit Vorwort. Gesetzt von Fidelio F. Finke; Diethard Hellmann; S. Köhler u. a. Partitur. Leipzig: VEB Breitkopf & Härtel 1957 u. ö.
- Introiten und Motetten zum Kirchenjahr. Mit Vorwort und Anmerkungen hrsg. von Diethard Hellmann. Stuttgart: Hänssler.
  - Band 1: Werke alter Meister für 4- und mehrstimmigen Chor, Chorpartitur, 1959 (2., neu durchgesehene Aufl. 1962).
  - Band 2: Werke zeitgenössischer Komponisten, Chorpartitur, 1961.
  - Band 3: Werke alter und zeitgenössischer Komponisten, Chorpartitur, 1960.
- Singet dem Herrn ein neues Lied! (Ps. 98). Introitus für den Sonntag Kantate. Für dreistimmigen gemischten Chor, Gemeinde-Gesang und Orgel ad lib. Stuttgart: Hänssler 1960.
- Orgelwerke der Familie Bach, Leipzig: Edition Peters 1967/1985.
- Johann Sebastian Bach: Oster-Oratorium: Kommt, eilet und laufet, BWV 249 (Geistliche Chormusik, Reihe 10, Die Kantate; 135). Mit Vorwort und Generalbass-Bearbeitung hrsg. von Diethard Hellmann. Partitur und Chorpartitur. Stuttgart: Hänssler 1962.
- Johann Sebastian Bach: Kantate Süßer Trost, mein Jesus kömmt, BWV 151 (Urfassung). Mit Generalbass-Bearbeitung hrsg. von Diethard Hellmann. Partitur und Chorpartitur. Stuttgart: Hänssler 1962.
- Johann Sebastian Bach: Kantate Ich habe genug, BWV 82a (Fassung für Sopran-Solo und Orchester). Mit Revisionsbericht hrsg. von Diethard Hellmann. Partitur und Stimmen. Stuttgart: Hänssler 1971.

### Rekonstruktionen
- Johann Sebastian Bach: Markus-Passion, BWV 247 (Geistliche Chormusik, Reihe 10, Die Kantate; 209). Mit Revisionsbericht. Text: Christian Friedrich Henrici. Rekonstruiert und mit Vorwort hrsg. von Diethard Hellmann. Partitur. Stuttgart: Hänssler 1964.
- Johann Sebastian Bach: Kantate Ärgre dich, o Seele, nicht, BWV 186a (Geistliche Chormusik: Reihe 10, Die Kantate; 176). Rekonstruiert und mit Vorwort hrsg. von Diethard Hellmann. Stuttgart: Hänssler 1964.
- Johann Sebastian Bach: Kantate Singet dem Herrn ein neues Lied, BWV 190a. Rekonstruiert und mit Vorwort erstmals hrsg. von Diethard Hellmann. Wiesbaden: Breitkopf & Härtel 1972.

### Schriften
Aufsätze
- Betrachtungen zur Darstellung der Sweelinckschen Werke für Tasteninstrumente. In: Musik und Kirche 25, 1955, S. 287–292.
- Bachwerke in der kantoralen Praxis: Grundsätze und Erfahrungen kirchenmusikalischer und erzieherischer Arbeit. In: Musik und Kirche 39, 1969, S. 161–169.
- Interpretation – Historische oder entwicklungsgeschichtliche Aufgabe. Gedanken zur Auseinandersetzung mit dem Bachschen Vokalwerk. In: Musik und Kirche 58, 1988, S. 191–198.
- Die Leipziger Bach-Tradition in der ersten Hälfte des 20. Jahrhunderts (Die Ära Straube/Ramin). In: G. Gruber u. a. (Hrsg.): Musikalische Aufführungspraxis und Edition: J. S. Bach, W. A. Mozart, L. v. Beethoven (Schriftenreihe der Hochschule für Musik in München, Band; 6). Regensburg: Bosse 1990, S. 9–32.
- Mendelssohns Bach. Johann Sebastian Bach: Matthäus-Passion in der Einrichtung für die Thomaskirche zu Leipzig 1841 von Mendelssohn Bartholdy. In: Musik und Kirche 66, 1996, S. 185.
- Thomaskantor in schwerer Zeit. Günther Ramins Amtsjahre 1940–1956. In: Musik und Kirche 68, 1998, S. 325–328.
- Gedanken zur Bach-Pflege nach der Jahrtausendwende – Eine Skizze. In: Musik und Kirche 69, 1999, S. 223.

Als Herausgeber
- Johann Sebastian Bach: Ende und Anfang. Gedenkschrift zum 75. Geburtstag des Thomaskantors Günther Ramin. Gedanken und Berichte aus der Arbeit des Thomaskantors. Aufsätze zur Arbeit des Thomaskantors von H. H. Jahnn, G. Stiller und W. Weismann. Wiesbaden: Breitkopf & Härtel 1973.

## Tondokumente

### Bachkantaten
Laut Auskunft des Senders SWF entstanden in den 1960er und 1970er Jahren in Mainz Aufnahmen von 132 kirchlichen und drei weltlichen Bachkantaten; zudem wurden neun Kantaten zweimal aufgenommen. Die Aufnahmen vor 1967 waren in Mono, die späteren ab 1970 in Stereo.
Auf der Bach Cantatas Website sind SWF-Aufnahmen von 36 Bachkantaten in Form von acht Langspielplatten (LP) und von Rundfunkaufnahmen verzeichnet, mit Solisten und weiteren Angaben:
- BWV 189 (1958, LP)
- BWV 187 + 34 (1958, LP)
- BWV 157 + 169 (1960, LP)
- BWV 136 + 138 (1960, LP)
- Bach/Pergolesi, 51. Psalm (Kurrende 1966)
- BWV 119 + 129 (1967, LP)
- BWV 190a, 84, 89, 27 (SWF-Aufnahme), späte 1960er Jahre (?)[14]
- BWV 26, 62, 191 (SWF-Aufnahme), späte 1960er Jahre (?)
- BWV 63, 40, 152 (SWF-Aufnahme), späte 1960er Jahre (?)
- BWV 127, 159, 43 (SWF-Aufnahme), späte 1960er Jahre (?)
- BWV 94, 101, 137 (SWF-Aufnahme), späte 1960er Jahre (?)
- BWV 99, 8, 55 (SWF-Aufnahme), späte 1960er Jahre (?)
- BWV 39 (LP), späte 1960er Jahre (?)
- BWV 97 (1975, LP)
- BWV 117, 93, 169 (SAOPR-6D)
- BWV 157, 34 (SAOPR-6E)

### Weitere Aufnahmen
- Camille Saint-Saëns: Oratorio de Noël (LP, ursprünglich SWF-Aufnahme 1976)[15]
- Anton Bruckner: Motetten; Zoltán Kodály: Laudes organi, an der Orgel: Hedwig Bilgram (1979)
- Wolfgang Amadeus Mozart: Vesperae de Dominica und Arie (LP 1980)
- Max Reger: Choralkantaten (2 LPs 1980; später als CD)
- Johann Sebastian Bach: Choräle und Chöre aus dem Weihnachtsoratorium (LP 1980)
- Joseph Haydn: Harmoniemesse (LP 1981; später als CD)
- Johann Sebastian Bach: Markus-Passion (LP 1983)